# Vkhoutemas

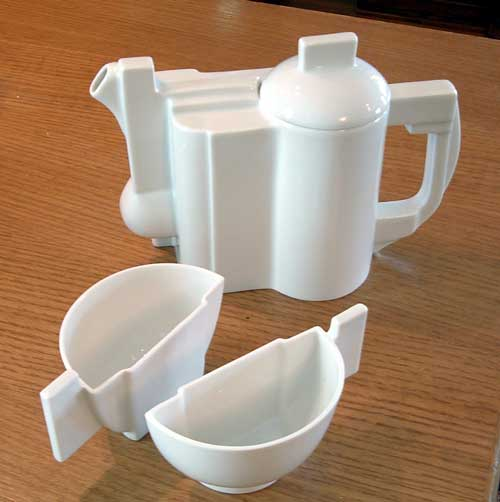
Théière et tasses constructivistes créées par Kasimir Malevich en 1923.

Les Vkhoutemas (en russe : ВХУТЕМАС, acronyme de Высшие ХУдожественно-ТЕхнические МАСтерские, « Ateliers supérieurs d’art et de technique ») étaient une école russe fondée en 1920 à Moscou remplaçant le Svomas de Moscou.

## Création

### Contexte politique
En 1918, à l'initiative du Département des Arts (IZO), dépendant du Commissariat du peuple à l'Éducation (Narkomprós) un programme artistique est créé afin de proposer une définition au rôle de l'art dans la société socialiste, de réorganiser les institutions artistiques et d'élever l'artisanat à la catégorie d'art. Le programme a comme ambition de créer des ateliers d'État libres afin de remplacer les académies traditionnelles. Deux Ateliers Libres naissent ainsi à Moscou : l'Académie d'art et d'industrie Stroganov et l'école de peinture, de sculpture et d'architecture. En 1920 les professeurs et étudiants des deux institutions envisagent la fusion de ces deux écoles pour créer une école des Arts et Métiers. Le 29 novembre 1920 le Vkhoutemas fut créé par un décret de Vladimir Lénine avec l’intention, selon les termes du gouvernement soviétique, de « préparer les artistes principaux aux qualifications les plus élevées pour l'industrie, et les constructeurs et les directeurs pour l'éducation professionnelle technique ».
L'école comportait un corps enseignant d'une centaine de membres pour environ 2 500 étudiants .

## Enseignement
Les ateliers ont eu des corps enseignants artistiques et industriels. Le corps enseignant artistique donnait des cours de graphisme, sculpture et architecture tandis que le corps enseignant industriel donnait des cours sur l'impression des textiles, la céramique, le travail du bois, et la métallurgie. 
Ce fut le foyer de trois mouvements importants dans l'art et l'architecture d'avant-garde : constructivisme, rationalisme (ASNOVA), et suprématisme. Ilya Guinzbourg fut le recteur de la section sculpture de 1921 à 1923, et David Šterenberg y enseigne dès la création en 1920 jusqu'à la fermeture des ateliers en 1930.
En 1926, l'école a été réorganisée avec un nouveau recteur et son nom a été changé de « studios » en « institut » (Вхутеин, Высший художественно-технический институт), ou de Vkhutein. Il a été dissous en 1930, après des pressions politiques et internes pendant toute son existence. Le corps enseignant, les étudiants et le legs de l'école ont été dispersés à travers six autres écoles[Lesquelles ?].
Elle partageait certaines caractéristiques avec l'école allemande du Bauhaus, et l'artiste Vassily Kandinsky participa aux deux organisations en tant que professeur. Alexandre Rodtchenko y dessina des meubles pour le cercle des travailleurs à l'exposition de Paris de 1925. Élisabeth Krouglikoff y fut chargée des cours de peintures décoratives et scénographies.

## Élèves
- Nikolaï Akimov (1901-1968), élève en 1922 au moins ;
- Alexandre Deïneka (1889-1969), élève de 1920 à 1925 ;
- Sergueï Grigoriev (1910-1988), élève en 1926-1927 ;
- Valentin Le Campion (Valentin Bitt dit, 1903-1952), élève de 1920 à 1922 ;
- Gueorgui Nisski (1903-1987), élève de 1923 à 1930.

## Sources et références
- (en) Cet article est partiellement ou en totalité issu de l’article de Wikipédia en anglais intitulé « Vkhutemas » (voir la liste des auteurs).

- (Es) Cet article est partiellement ou en totalité issu de l’article de Wikipédia en espagnol intitulé « Vjutemás » (voir la liste des auteurs).

1. ↑  (ru) D. Shvedkovsky, « Пространство ВХУТЕМАСа » [archive du 28 septembre 2007], sur Современный Дом,‎ 2002